# Hobäcktjärnen
Hobäcktjärnen är en sjö i Gävle kommun i Gästrikland och ingår i Gavleån-Dalälvens kustområde.